# Nikolajevka (Chmilnycký rajón)
Nikolajevka (ukrajinsky Миколаївка, starší název Holendry, později došlo k přejmenování na Nikolajevku podle ruského cara Nikolaje) byla jedna z českých kolonií v bývalé Kyjevské gubernii na dnešní Ukrajině (v 19. století součást carského Ruska). (Jedná se o sídlo Mykolajivka, Chmilnycký rajón, Vinnycká oblast. Holendry se dodnes nazývá sídlo ležící cca 5 km jihozápadně.)

## Historie osídlení
Původní název zněl Holendry podle Holanďanů, kteří kolonii založili a vybudovali. Ti kolem roku 1870 hledali kupce, kterým by za odpovídající cenu celou kolonii prodali. Sami se hodlali z náboženských důvodů vystěhovat do Ameriky. Kvůli baptistickému vyznání odmítali vojenskou službu v carské armádě.
O nabídce k prodeji se dozvěděl Čech Antonín Jansa, správce na panství velkostatkáře Teresčenka. V roce 1873 se Jansa spolu s dalším krajanem Antonínem Škorpilem rozjeli do Čech, do Jansova rodiště Jablonného nad Orlicí, aby informovali případné zájemce o možnosti zakoupení hospodářství v Holendrách. V březnu 1874 se několik zájemců vypravilo do Holender na obhlídku. Nazpět s sebou přivezli plány všech 37 hospodářství kolonie. Zájemců o vystěhování bylo mnoho. Dohodli se, že Holendry koupí jako celek. Do Ruska pak v roce 1874 vyjel zvláštní vlak s novými kolonisty a jejich početnými rodinami. Pocházeli hlavně z oblasti pod Orlickými horami, ale i odjinud (např. z Jablonného nad Orlicí, Mistrovic, Boříkovic, Lichkova, ale také z Ústí nad Orlicí, České Třebové aj.). Byli to většinou zemědělci, ale také řemeslníci. Převládali Češi, ale byly tu i rodiny německé z oblasti za Jablonným nad Orlicí.
Osadníci pěstovali pšenici, ječmen, chovali černobílé krávy "holanderky" a koně "araby". Nebránili se pokroku a novotám. Začali nově pěstovat výnosnou plodinu řepu cukrovku. Věnovali se rybníkářství. V obci byl mlýn, zprvu větrný, od roku 1910 strojní (poháněný dieselovým motorem), kolárna, truhlárna, klihárna a mlékárna. Osadníci vedli velmi pospolitý život. Často se navštěvovali a společenský život probíhal zejména v sále, který vznikl z bývalé baptistické modlitebny. Škola byla zprvu česká, později byla postavena větší, kde se vyučovalo rusky. Do školy se vrátila čeština načas až za 1. světové války, kdy tu vyučoval český učitel z řad válečných zajatců.
Poklidný život prosperující vesnice narušilo jednak vypuknutí 1. světové války, ale hlavně potom neklidná léta loupeživých přepadů za občanské války. Klidnější prosperující léta prožila kolonie po roce 1922 v období tzv. NEPu (nová ekonomická politika). Když se však začala připravovat všeobecná kolektivizace, rozhodla se velká část osadníků pro návrat do původní vlasti, což roku 1929 uskutečnili.
S lidmi, kteří v Nikolajevce zůstali, ztratili pak na dlouhou dobu spojení. Těm se nedařilo právě nejlépe. Někteří byli vysídleni na Sibiř. Přišli noví obyvatelé ukrajinské národnosti. Přesto ještě koncem 20. století povědomí o českém původu (a částečně i jazyk) v mnohých rodinách přetrvávalo.